# Macroscelides micus
Il macroscelide dalle orecchie rotonde di Etendeka (Macroscelides micus Dumbacher & Rathbun, 2014) è una specie di toporagno della famiglia Macroscelididae, endemico della Namibia.

## Etimologia
Il nome comune della specie fa riferimento alla località della Namibia in cui esso è stato trovato. Infatti Etendeka deriva dalla lingua Himba/Otji-Herero del popolo Himba della Namibia nord-occidentale e sta a indicare le particolari cime piatte a strisce di diversi toni di rosso dovute a substrati di color ruggine tipiche della regione.

## La scoperta
La scoperta della specie si deve ad un gruppo di ricercatori della California Academy of Science che nel 2006 individuarono in un esemplare catturato nella Namibia nord-occidentale delle caratteristiche distintive rispetto alle altre due specie di Macroscelides presenti in Namibia. Ulteriori ricerche sul campo portarono alla cattura di altri 15 esemplari, il cui profilo genetico risultò nettamente differente, chiarendo così che si trattava di una specie non ancora descritta. La descrizione formale della nuova specie è stata pubblicata nel 2014.

## Descrizione
L'animale adulto è lungo circa 18,6 cm (range 17–19,5 cm) e ha un peso di circa 27 g (range 22,3–31,3 g), misure che lo rendono il più piccolo dei macroscelidi.
La pelliccia dorsale è grigio chiara con striature color ruggine, mentre il ventre è biancastro, con una chiazza color ruggine nella zona perianale.
A differenza degli altri Macroscelidi, il macroscelides micus è un animale prevalentemente notturno. Durante il giorno si nasconde sotto singole rocce, occupate generalmente da un solo individuo, il quale cambia tana anche venti volte al giorno. Mediamente circa il 7% dei rifugi sono utilizzati più di una volta da un singolo esemplare.
Le loro tane sono inusuali e si differenziano da quelle utilizzate dai loro simili. Esse infatti non presentano tracce di scavi e di materiale per costruire i nidi; sono inoltre composte da un'unica pietra disposta orizzontalmente a un'altezza media di circa 6,6 cm. Un'altra particolarità di questi rifugi sono le entrate, tutte rivolte verso sud o sud-ovest. Questa caratteristica comune fa pensare che i raggi solari potrebbero svolgere una funzione importante per l'equilibrio termico del macroscelides micus.
Gli ultimi studi sulla famiglia del Macroscoscelides micus, ossia quella dei Macroscelididae, hanno dimostrato un'unica capacità di adattamento, molto più sviluppata di molti mammiferi esistenti. La loro evoluzione ha fatto sì che gli appartenenti a tale famiglia sviluppassero caratteristiche solitamente associate ai formichieri e alle antilopi. Essi infatti presentano un naso e una lingua molto lunghi, una bocca piccola e un sistema locomotorio adatto alla corsa.

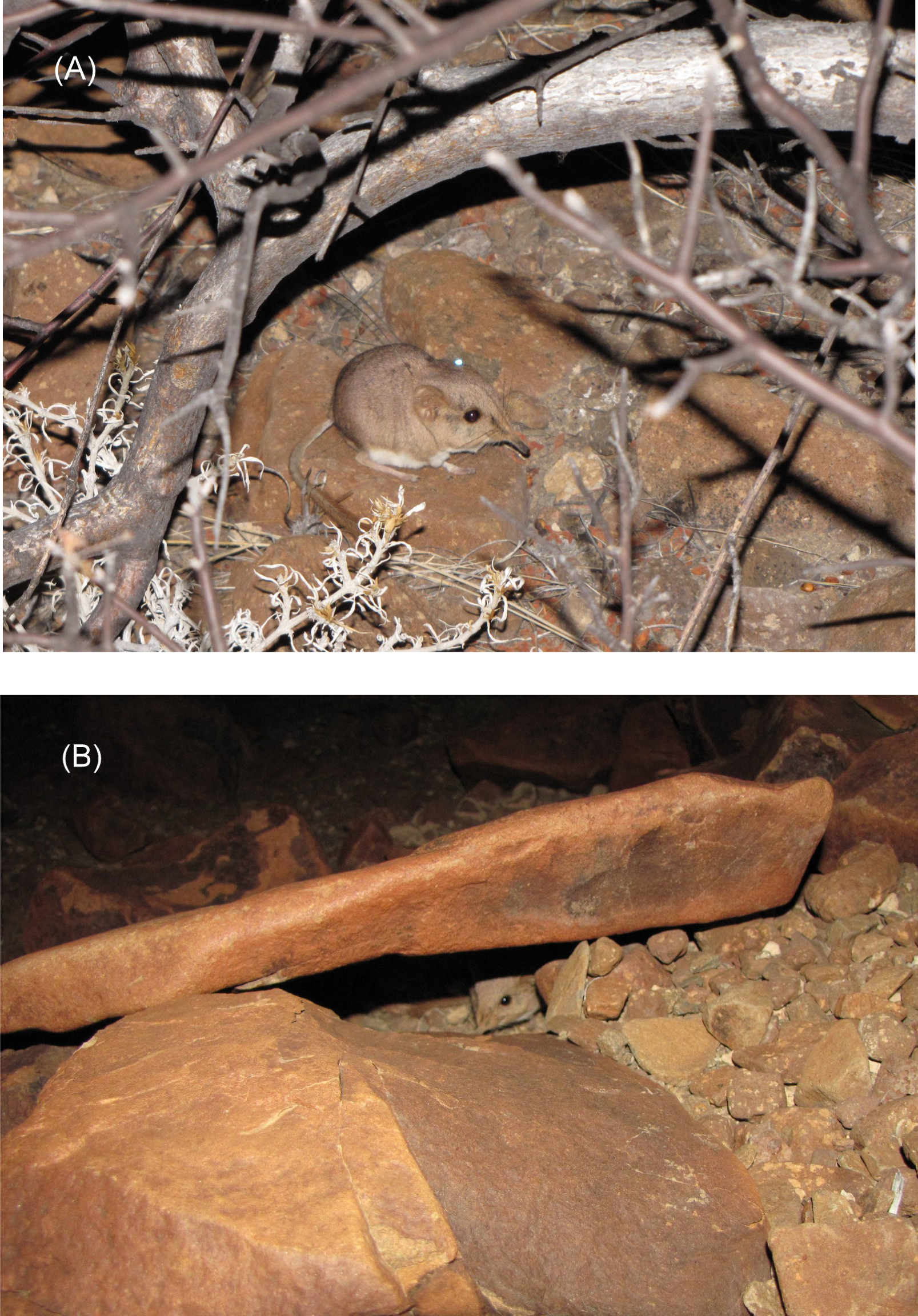
tana del macroscelides micus

## Biologia

### Alimentazione
Si nutre di invertebrati, soprattutto formiche ed insetti in generale.

### Riproduzione
Al pari delle altre specie di macroscelidi è tendenzialmente monogamo, caratteristica inusuale nei mammiferi; dall'accoppiamento nascono due o tre gemelli. La mamma generalmente non si prende cura dei piccoli a lungo e fa un raro utilizzo del nido.

## Distribuzione e habitat

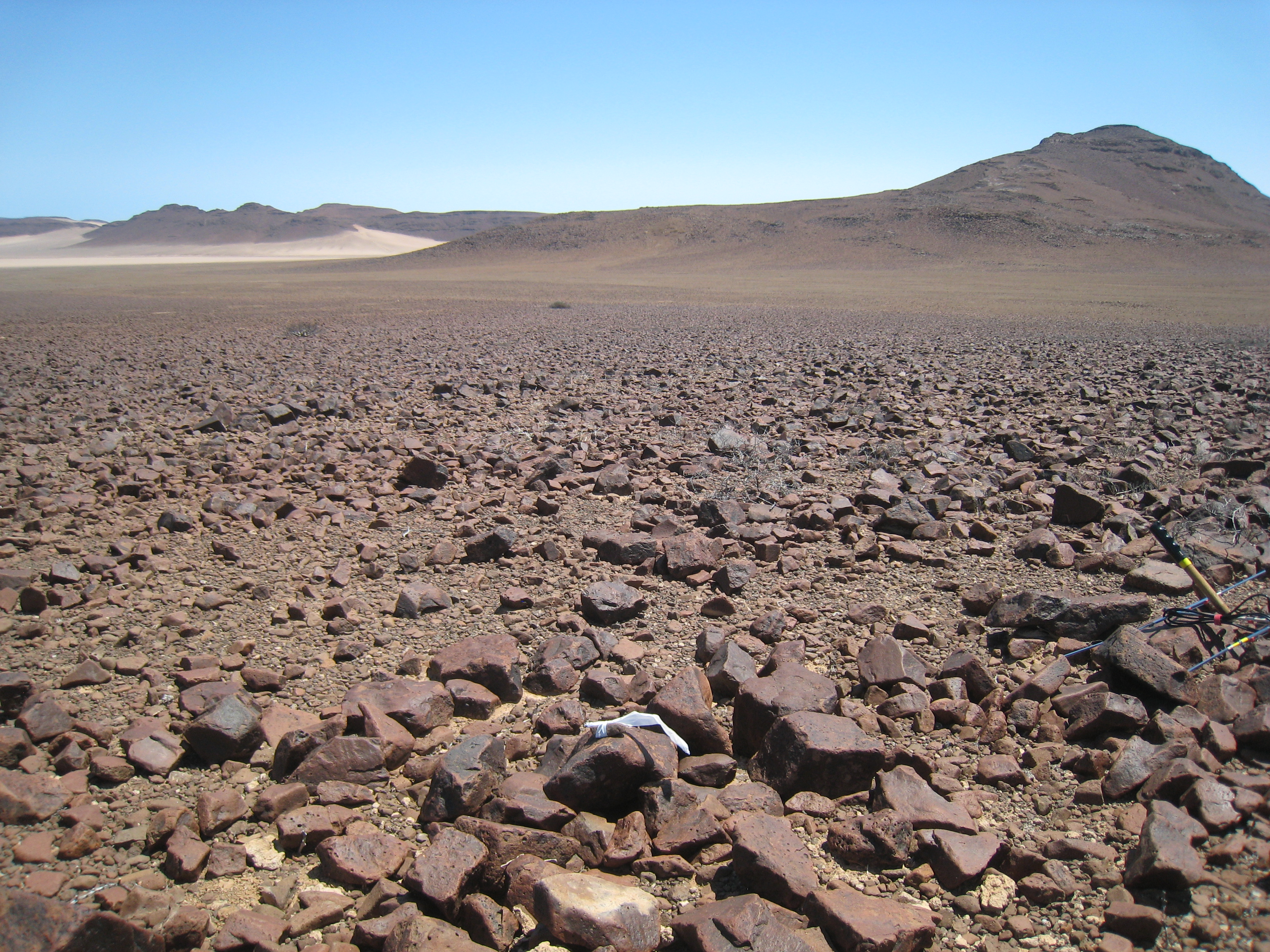
Habitat tipico

La specie ha una distribuzione molto limitata all'interno dell'altopiano di Etendeka, nella Namibia nord-occidentale. Sulla base dei dati pubblicati, il suo areale ha una estensione di circa 700 km², ma sulla base dell'habitat potrebbe estendersi su un'area di circa 3.000 km². L'altopiano di Etendeka è stato creato da fenomeni lavici circa 132 milioni di anni fa. Il sito di studio in cui è stato trovato il macroscelides micus è situato a circa 580 m sopra il livello del mare, sulle pendici di una montagna alta 900 m
Sulla base dei dati relativi ai soggetti catturati (16 in tutto) la densità di popolazione di Macroscelides micus è molto bassa. Esso si concentra sulle pianure di ghiaia alla base delle montagne, degli affioramenti, e delle scarpate vicino alle formazioni laviche dal caratteristico color ruggine. Questi habitat sono aridi ed hanno una vegetazione composta da rari cespugli sparsi che si sviluppano quando la pioggia annuale consente la loro crescita.
Ulteriori catture saranno necessarie per determinare con maggiore precisione la sua distribuzione completa e per verificare la sua presenza anche all'interno del Parco nazionale della Skeleton Coast.

## Sito degli studi
Il sito della scoperta era posto al nord-ovest della Namibia, tra i confini orientali del deserto della Namibia, ai piedi dei monti del Goboboseb che fanno parte della catena geologica Etendeka. La città più vicina è Uis, che dista circa 60 km a est. Il sito risentiva delle fredde correnti oceaniche del Benguela, che causavano una fitta nebbia durante le ore notturne.
La permanenza nel luogo del team di scienziati è durata dal 30 settembre al 26 ottobre del 2014; durante questo periodo gli scienziati hanno posizionato trappole per catturare i Macroscelidi, studiarli ed etichettarli. Per riconoscere gli esemplari sono state posizionate delle etichette sull'orecchio destro ai maschi e sull'orecchio sinistro alle femmine. Tale congegno era formato da una plastica argentata che era in grado di riflettere la luce. Ciò permetteva agli studiosi di individuare, tramite luci al LED, la posizione dei Macrosceldi anche a 100 m di distanza. I loro studi però molto spesso erano intralciati dalla nebbia, dalla polvere e dalle rocce che riducevano la visibilità.
Inoltre, sono stati installati dei collari-radio a sette esemplari.

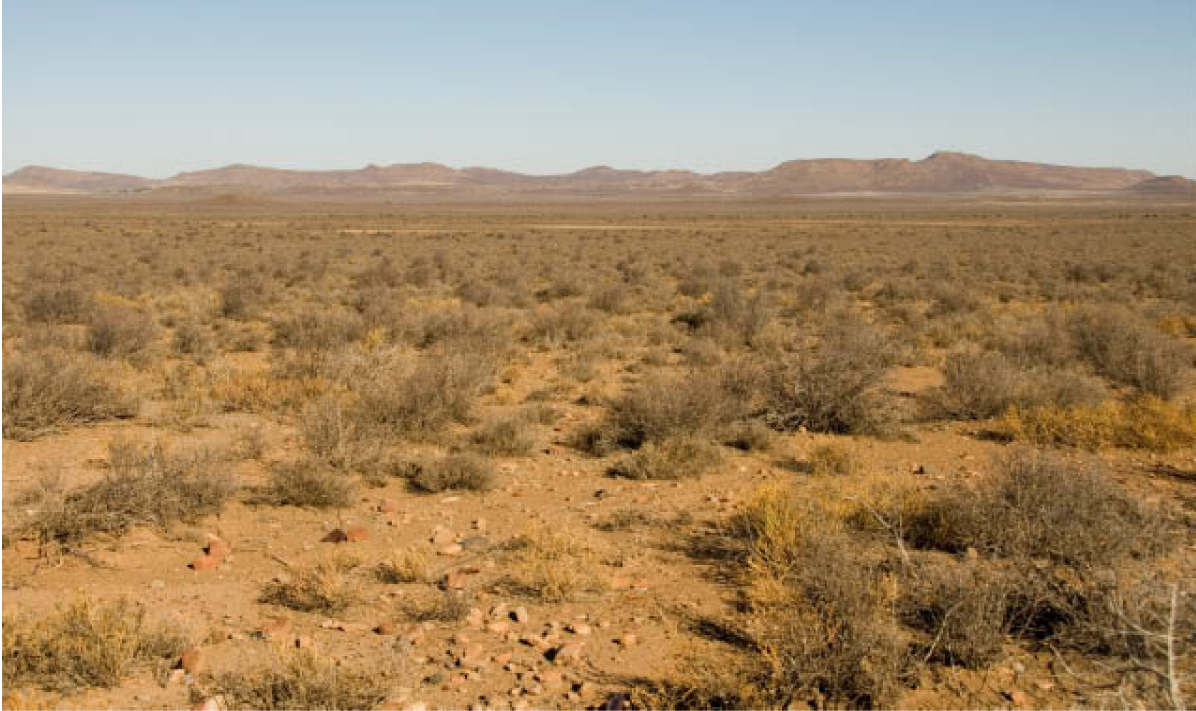
Habitat dei Sengi

## Conservazione
La IUCN Red List classifica Macroscelides micus come specie a basso rischio (Least Concern).